# Schiefer Turm von Newjansk

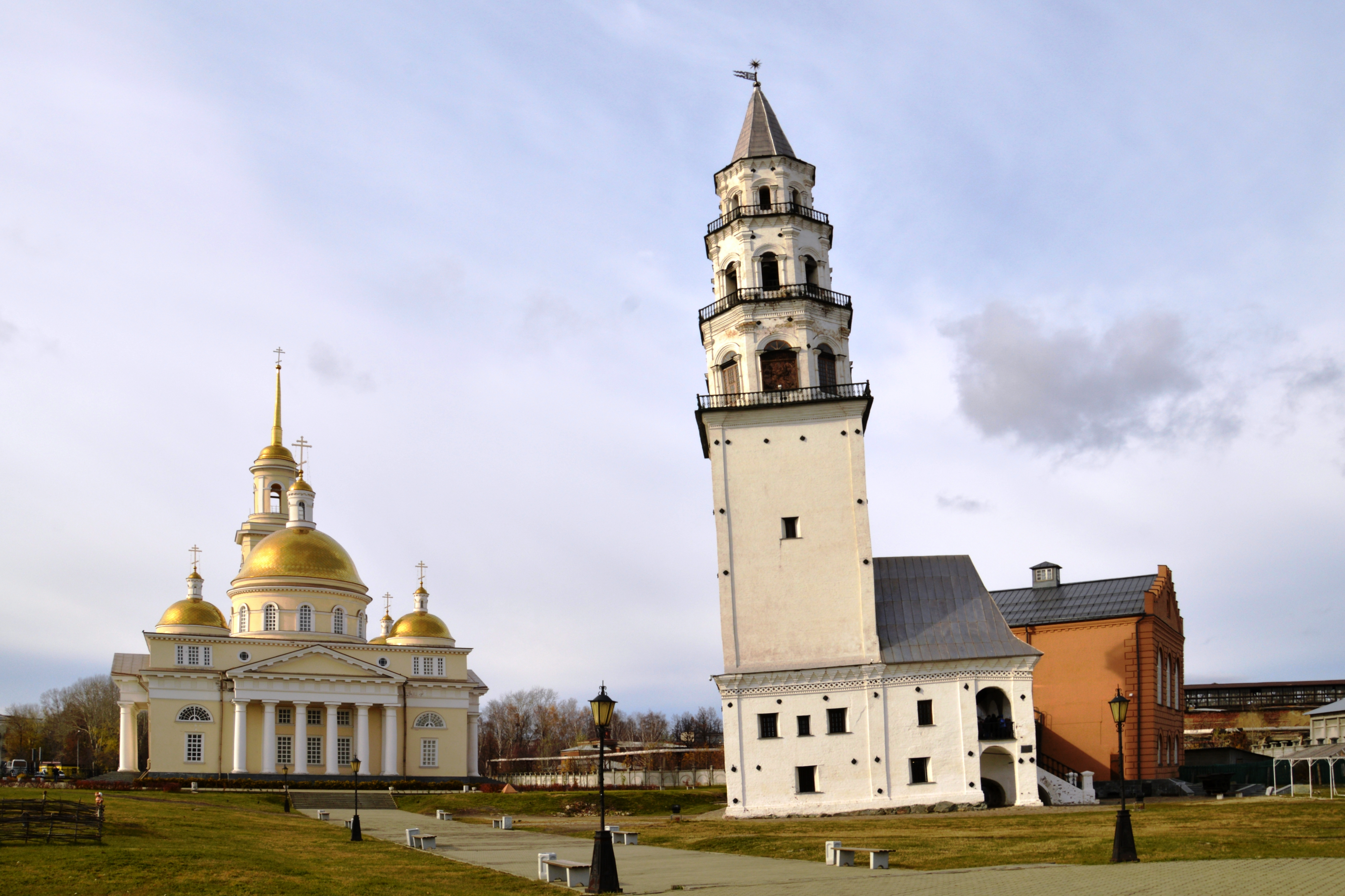
Schiefer Turm, Blick von Südosten

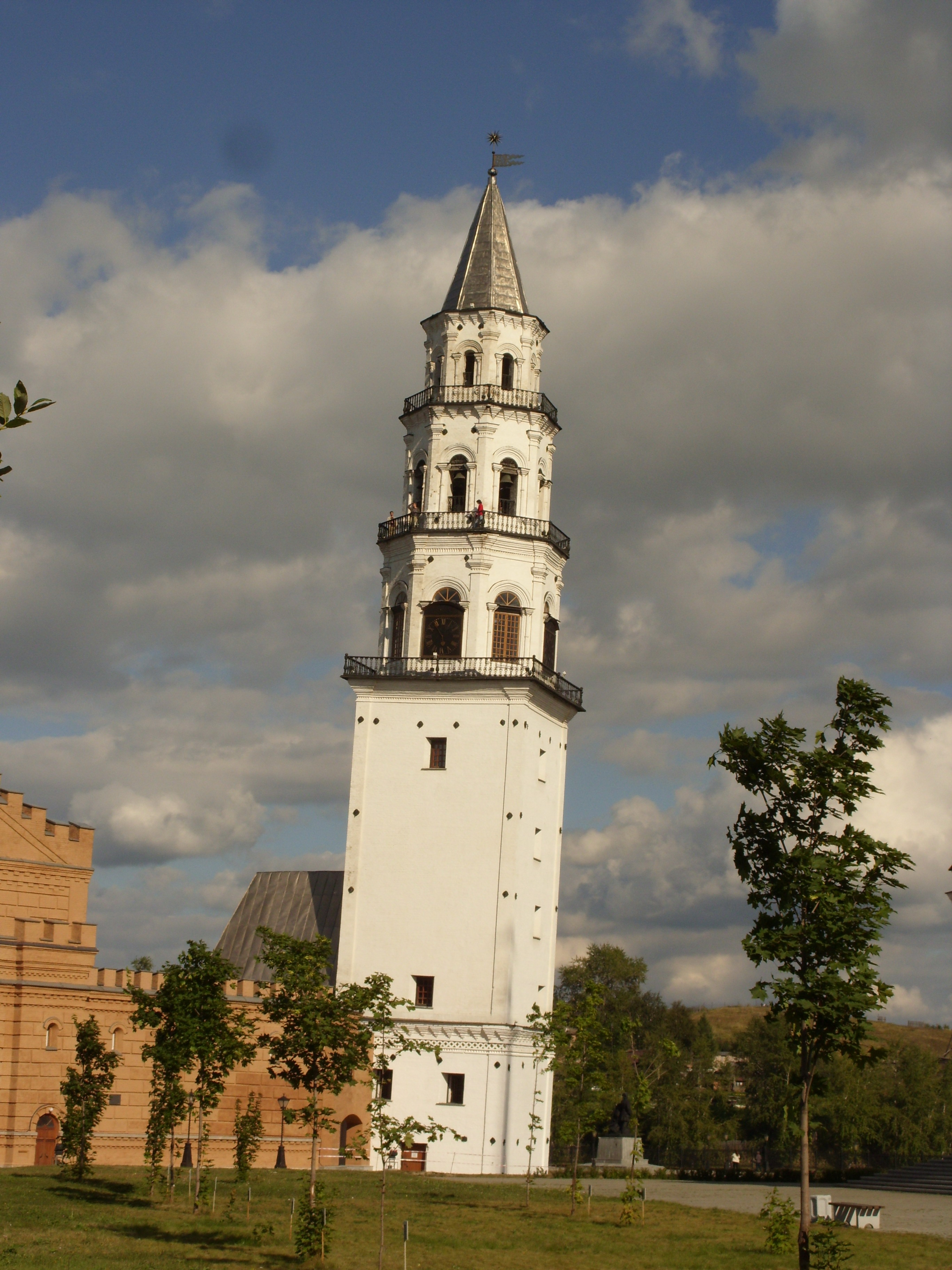
Schiefer Turm, Blick von Norden

Der Schiefe Turm von Newjansk ist ein geneigter Glockenturm und das Wahrzeichen der russischen Stadt Newjansk im Ural. Bei dem um 1732 fertiggestellten Gebäude handelt es sich um ein besonders frühes Bauwerk mit einer durchgängigen Eisen- und Stahlkonstruktion, was für seine Zeit untypisch war.

## Architektur
Die Achse des etwa 57,5 Meter hohen und 9 Meter breiten Turms weicht an der Spitze um 1,85 Meter und damit 1,84° (nach anderen Angaben 2,20 Meter entsprechend 2,19°) von der Vertikalen ab. Die Neigung liegt an der Basis vor, während die oberen Stockwerke die Schräglage korrigieren. Ein Vorbau im Nordosten des Turms wurde in den 1740er Jahren um ein besonders steil aufragendes Dach ergänzt – bei einer Grundseitenlänge von 8,6 Metern steigt das Dach 7,15 Meter in die Höhe.
Prägendes Baumaterial waren in Newjansk geförderte und verarbeitete Eisenprodukte, welche das Gerüst für das gesamte Gebäude bildeten. Streben, Verbundanker und Zugbänder bestehen aus Schmiede- und Gusseisen, teilweise auch aus einem Verbund beider Werkstoffe, sodass der Hauptturm besonders stabil wurde. Das Gusseisen hat einen Kohlenstoffgehalt von 3,75 %, während das Schmiedeeisen mit weniger als 0,1 % Kohlenstoffanteil vermutlich aus einem Rennofen stammt. Auch die Zierelemente (Türrahmen, Geländer und Böden bestehen aus Schmiedeeisen) zeigen, dass mit dem Gebäude ein Paradebeispiel für die Eisenarchitektur gegeben werden sollte.
Das schmiedeeiserne Vordach im Nordosten des Turms wiegt mit einer scheinbar fragilen Konstruktion nur 6,3 Tonnen und steigt 60° bis 77° auf. Die hier tragende Struktur wurde gezielt aus aufgeschmolzenem Rohstahl mit rund 0,5 bis 0,6 % Kohlenstoffanteil hergestellt. Gerade die dafür nötige Stützkonstruktion zeigt ein genaues Verständnis der Eigenschaften des eingesetzten Materials, das qualitativ bis ins 19. Jahrhundert unerreicht blieb. Auch die architektonischen Grundlagen derartiger Metallbauwerke galten bislang als nicht in dieser Zeit vorhanden; daher wird vermutet, dass hierfür die Kenntnisse vergleichbarer Holzbauten aus der traditionellen russischen Architektur herangezogen wurden.

### Stockwerke
Das Erdgeschoss bot ursprünglich Raum für angekettete Tiere oder möglicherweise Gefangene. Der erste Stock soll das Arbeitszimmer von Akinfi Nikititsch Demidow gewesen sein. Der zweite Stock enthält die Räumlichkeiten für ein Laboratorium und einen Ofen. Das dritte, vierte und fünfte Stockwerk werden hauptsächlich vom Treppenhaus belegt; die Funktion eines 20 Quadratmeter großen Raums mit schallverstärkenden Eigenschaften zwischen dem dritten und vierten Stockwerk ist bislang ungeklärt. Im sechsten und siebten Geschoss befindet sich ein Glockenspiel, das von dem englischen Meisterglockengießer Richard Phelps gegossen wurde und angeblich teurer gewesen sei als der Bau des Turms selbst. Der achte Stock schließlich besteht aus einer Aussichtsplattform.

## Geschichte
Der russische Schmied und Industrielle Nikita Demidow, zu Beginn des 18. Jahrhunderts reich geworden durch seine Gründung und beispielhafte Verwaltung der Newjansker Eisengießerei im Auftrag Peters des Großen, begann um das Jahr 1722 mit dem Bau, möglicherweise geplant als Glockenturm für eine erst wesentlich später errichtete altorthodoxe Kirche direkt westlich des Turms. Rasch stellte sich heraus, dass der Baugrund für die Last des Turms ungeeignet war, als der Untergrund unter dem Turm nachgab. Trotz umfangreicher Korrekturmaßnahmen ruhten die Bauarbeiten für mehrere Jahre, wohl auch weil Demidow 1725 starb. Sieben Jahre nach dem Baustopp setzte sein Sohn und Erbe Akinfi die Bauarbeiten jedoch mit neuen Plänen fort. 1735 hatte Akinfi Demidow den Schiefen Turm nach einem Reisebericht von Georg Wilhelm Henning bereits fertiggestellt, auch aufgrund einer entsprechenden Jahreszahl in den Glocken wird diese Fertigstellung auf ungefähr 1732 datiert. Weitere Baubeteiligte außer den Demidows sind unbekannt, der Architekt mit eingeschlossen. Bei einem Brand im Jahr 1890 könnten entsprechende Unterlagen vernichtet worden sein.
Akinfi Demidow, ein Günstling des russischen Regenten Biron, sehr erfolgreicher Geschäftsmann und schließlich geadelt, starb 1745.

### Zweck des Turms
Hinsichtlich geplanter Nutzung und Zweck des Turms existieren zahlreiche Hypothesen. Der Turm ist trotz der späteren Nutzung nicht als Kirchturm geplant gewesen. Er gilt allgemein als Machtdemonstration des Geschlechts Demidow, doch Akinfi nutzte den Turm wohl privat in seiner Funktion als lokaler Machthaber. Die Beobachtungsplattform im obersten Stock weist auf eine Funktion als Wachturm hin. Spekuliert wird über eine Nutzung als Kontor und gar als Bankgebäude für seinen Reichtum. Nicht völlig ausgeschlossen sind Legenden über die Nutzung des chemischen Laboratoriums zur Münzfälschung, die Akinfis Reichtum erklären sollten.
Mehrere Legenden ranken sich um Akinfi Demidow und seinen Turm, etwa dass er die Neigung des Bauwerks aus bestimmten Gründen beabsichtigt habe oder dass die Neigung die Strafe für den angeblichen Mord an seinem heute unbekannten Architekten sei. Tatsächlich lassen sich am Gebäude sowohl der Baustopp erkennen als auch Bemühungen der Maurer und Metallarbeiter, dem entstandenen Schaden durch geänderte Baumaterialien entgegenzuwirken; dies macht eine geplante Neigung unwahrscheinlich.
Ob bei der Konstruktion des Turms, der eine durchgängige Metallstruktur von der vergoldeten und mit Spitzen versehenen Hohlkugel auf dem Turmdach bis hinunter in den Erdboden aufweist, bewusst das Funktionsprinzip eines Blitzableiters bedacht wurde (etwa weil der Menschikow-Turm in Moskau 1723 ausbrannte), ist umstritten. Das Funktionsprinzip des Blitzableiters wurde von Benjamin Franklin allerdings erst 1752 erkannt und publiziert.

## Würdigungen und Abbildungen
- Die Abbildung des schiefen Turms ist heute auch auf dem Stadtwappen von Newjansk zu sehen.
- Eine russische 3-Rubel-Sonderprägung in Silber aus dem Jahr 2007 zeigt den Turm.

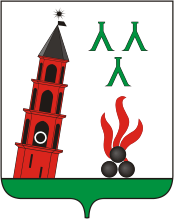
Wappen der Stadt Newjansk
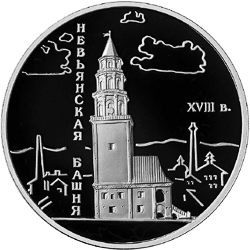
Rückseite der Gedenkmünze zum Thema Russlands architektonische Denkmäler